# Thoropa miliaris
Espèce
Synonymes
- Rana miliaris Spix, 1824
- Cystignathus missiessii Eydoux & Souleyet, 1842
- Eupsophus fuliginosus Fitzinger, 1861 "1860"
- Cystignathus discolor Reinhardt & Lütken, 1862 "1861"
- Hylodes brieni De Witte, 1930

Statut de conservation UICN

 LC  : Préoccupation mineure
Thoropa miliaris est une espèce d'amphibiens de la famille des Cycloramphidae.

## Répartition et habitat
Cette espèce est endémique du Brésil. Elle se rencontre des États de São Paulo, de Rio de Janeiro, d'Espirito Santo, dans l'est de l'État du Minas Gerais et dans le Sud de État de Bahia jusqu'à 1 100 m d'altitude dans la forêt atlantique.
Elle vit sur les rochers, près des cours d'eau et cascades dans les forêts tropicales humides et à la lisière des forêts. 

## Publication originale
- Spix, 1824 : Animalia nova sive species novae testudinum et ranarum, quas in itinere per Brasiliam annis 1817-1820 jussu et auspiciis Maximiliani Josephi I. Bavariae Regis. München (texte intégral)